# Asilus fallaciosus
Asilus fallaciosus är en tvåvingeart som beskrevs av Matsumura 1916. Asilus fallaciosus ingår i släktet Asilus och familjen rovflugor. Inga underarter finns listade i Catalogue of Life.